# Specklinia blancoi
Specklinia blancoi är en orkidéart som först beskrevs av Franco Pupulin, och fick sitt nu gällande namn av Soto Arenas och Rodolfo Solano Gómez. Specklinia blancoi ingår i släktet Specklinia och familjen orkidéer. Inga underarter finns listade i Catalogue of Life.